# Кастрација
Кастрација је одстрањивање тестиса код мужјака или јајника код женки, чиме губе моћ репродукције. Кастрација се може применити код људи и код животиња. Код људи, кастрација се може применити као казна, из медицинских или религијских разлога, а може се вршити хируршким или хемијским путем. 
Код људи, кастрација је примењивана веома често у неким културама Европе, Средњег истока, Индије, Кине и Африке, из религијских или друштвених разлога. Након битака, победници би кастрирали заробљенике или лешеве побеђених непријатеља, и на тај начин су симболизовали своју победу. У Византији, евнуси су заузимали веома високе положаје и били су веома цењени и најчешће веома учени људи којима су се поверавали задаци од виталног значаја за државу.